# شركة طيبة للاستثمار
شركة طيبة للاستثمار هي شركة مساهمة سعودية، تأسست في الرابع والعشرين من سبتمبر عام 1988، برأس مال يبلغ مليار وستمئة و أربع مليون وخمسمئة و أربع وسبعون ألف وثمانمئة و ثلاثون ريال سعودي (1,604,574,830)،وفي نوفمبر 2023 وافق مساهمو شركة طيبة للاستثمار، خلال اجتماع الجمعية العامة ، على زيادة رأس مالها من (1.604) مليار ريال إلى (2.604) مليار ريال بنسبة 62.32%، وتنشط الشركة في تملك العقارات والفنادق والمرافق الترفيهية، واستثمارها بالبيع والشراء وإدارتها وتشغيلها وصيانتها، والمقاولات المعمارية.

## التأسيس
تأسست شركة طيبة للإستثمار كشركة مساهمة سعودية بموجب مرسوم ملكي بتاريخ 24 سبتمبر 1988.

## رؤية ورسالة الشركة
تتمثل رؤية الشركة في الصدارة في الإستثمار والتطوير العقاري، كما تتمثل رسالتها في الالتزام بالإستثمار والتطوير العقاري الذي يحقق عائداً مجزياً ومستداماً للمساهمين وبتطوير العاملين.

## الأنشطة الرئيسية
تزاول طيبة في الوقت الراهن العديد من الأنشطة من خلال الإستثمار المتنوع في عدد من القطاعات بواسطة عدد من الشركات التابعة التي تمتلك طيبة نسبة 50% وأكثر من رأسمالها والزميلة التي تمثل طيبة نسبة 20% وأقل من 50% من رأسمالها.
وطبقاً للتوجه الجديد ومسار التحول لطيبة فقد بدأت طيبة بالتحول بشكل تدريجي من كيان متعدد الأغراض والنشاطات في قطاعات مختلفة إلى مستثمر ومطور عقاري والتركيز على نشاطات الاستثمار والتطوير العقاري والتوسع في إستثماراتها المستقبلية بمختلف المنتجات العقارية.

## الشركات التابعة والشقيقة
- العقيق للتنمية العقارية
- الشركة العربيه للمناطق السياحيه
- طيبة للتنمية الزراعية
- المدينة المنورة للتمور ومشتقاتها المحدودة
- فندق مطار المدينة المنورة
- السعودية للضيافة التراثية
- مدينة السيرة للتطوير العقاري
- مدينة المعرفة الإقتصادية
- كنان الدولية للتطوير العقاري
- شركة سابك للمغذيات الزراعية
- مطوري مدينة المعرفة الاقتصادية
- شركة مكة للإنشاء والتعمير[3]

## النظام الأساسي لشركة طيبة للإستثمار

### النشاط
- الإنشاءات العامة للمباني السكنية، الفنادق، فنادق الطرق الموتيلات، الشقق الفندقية.
- شراء وبيع الأراضي والعقارات وتقسيمها وأنشطة البيع على الخارطة.
- إدارة وتأجير العقارات السكنية المملوكة أو المؤجرة.
- إدارة وتأجير العقارات غير السكنية المملوكة أو المؤجرة.
- إدارة وتشغيل الشقق الفندقية.

### رأس مال طيبة
بلغ رأسمال الشركة بمبلغ ألف وخمسمائة مليون ريال 1,604,574,830ريال سعودي مدفوع بالكامل مقسم إلى 160,457,483 مائة وستون مليوناً وأربعمائة وسبعة وخمسون ألفاً وأربعمائة وثلاثة وثمانون سهم- بعد التجزئة – متساوية القيمة، قيمة كل منها عشرة ريالات وجميعها أسهم عادية ونقدية.

### المساهمين
بلغ عدد المساهمين الذين اكتتبوا بأسهم طيبة أكثر من (100.000) مساهم يمثلون نخبة من رجال الأعمال والجهات الحكومية والشخصيات الاعتبارية والأفراد. وتبلغ نسب المساهمة في رأسمال طيبة على النحو التالي:
- الجهـات الحكوميـة 11 %
- الشركات والمؤسسات 04 %
- الأفــــــــراد 85 %

### توزيع الأرباح على المساهمين
بلغ ما تم توزيعه من ودائع وأرباح على مساهمي طيبة منذ تأسيسها وحتى نهاية عام 2013م مبلغاً وقدره (2,132) مليون ريال أي مايعادل (142,13%) من رأسمال طيبة المدفوع.

## مجلس الإدارة
أعضاء مجلس الإدارة:
| اسم العضو                                                  | المنصب                 |
| ---------------------------------------------------------- | ---------------------- |
| د. وليد بن محمد العيسى                                     | رئيس مجلس الإدارة      |
| م. أنس بن محمد صالح صيرفي                                  | نائب رئيس مجلس الإدارة |
| أ. باسل بن محمد بن جبر                                     | عضو مجلس إدارة         |
| د. بدر بن حمود البدر                                       | عضو مجلس إدارة         |
| أ. غسان بن ياسر شلبي                                       | عضو مجلس إدارة         |
| م. مهند بن قصي العزاوي                                     | عضو مجلس إدارة         |
| أ. عيد بن فالح الشامري                                     | عضو مجلس إدارة         |
| أ. محمد بن عبد المحسن القرينيس ممثل المؤسسة العامة للتقاعد | عضو مجلس إدارة         |
| أ. فراس بن صلاح الدين القرشي ممثل صندوق الإستثمارات العامة | عضو مجلس إدارة         |